# Шейх Хасина
Шейх Хасина Уазед (на бенгалски: হাসিনা ওয়াজেদ) е бангладешки политик и министър-председател на Бангладеш от 1996 до 2001 г. и от 2009 до август 2024 г., когато след повсеместни демонстрации и насилие в страната армията застава на страната на протестиращите и Хасина бяга в Индия. Лидер е на партията Авами лиг.

## Биография
Родена е в окръг Тонгипара. Дъщеря е на Шейх Муджибур Рахман, първият глава на независим Бангладеш (1971 – 1975), наричан „бащата на нацията“ в страната. През 1969 г. тя участва в студентските бунтове в Дака. През 1971 г., по време на войната за независимост в Бангладеш, тя е арестувана от пакистанската окупационна армия. На 15 август 1975 г., по време на военен преврат, Шейх Муджибур Рахман и около 20 членове на семейството му са убити от заговорници. По това време Шейх Хасина е в Германия. От цялото семейство оцеляват само тя и сестра ѝ, която също не е в Бангладеш по време на преврата. През 1981 г., докато все още е в чужбина, тя е избрана за ръководител на партията Авами лиг, която някога е ръководена от баща ѝ. През същата година тя се завръща в Бангладеш. Тя е в твърда опозиция срещу режима на Хусейн Ершад, който действа първо като военен администратор, а след това като президент на страната, организира масови протести срещу неговото управление и е арестуван повече от веднъж. През 1991 г., след напускането на Ершад от властта и възстановяването на демократичната система на управление, Авами лиг губи парламентарните избори от Бангладешката национална партия (БНП), водена от Халеда Зия. Изборите през 1991 г. до голяма степен предопределят характера на политическия живот през 90-те и след това. Основната борба за власт се развива между тези две партии.

## Политика

### Министър-председател
През март 1996 г. Шейх Хасина бойкотира редовните избори, принуждавайки Халеда Зия да сформира преходно правителство и да обяви повторни избори, които тя печели. Тя става първият министър-председател на Бангладеш, който изкарва пълен петгодишен мандат. През годините на нейното управление отношенията с Индия се подобряват, подписват се споразумение за разделяне на водите на Ганг. Икономическият растеж се забавя по време на управлението на Шейх Хасина и наводненията многократно нанасят огромни щети на страната. През 1999 г. Бангладешката национална партия инициира обща политическа стачка за оставка на Шейх Хасина, но тя категорично отказва да напусне предсрочно.
Подготовката за изборите през 2001 г. протича в напрегната атмосфера, повече от сто души загиват в терористични атаки. След съкрушително поражение на изборите, Шейх Хасина обвинява БНП във фалшификация, но въпреки това подава оставка. През 2004 г., по време на речта на Шейх Хасина в Дака, е направен опит за убийство на нея, в резултат на което 19 души загиват, самата тя успява да избяга с леки рани. БНП категорично отрича обвиненията в организиране на терористичната атака. При извънредното положение, наложено от военните преди изборите през 2007 г. тя е арестувана, но през юни 2008 г. успява да напусне страната и да емигрира в САЩ.

### Трети мандат
През ноември 2008 г. Шейх Хасина се завръща в страната, за да води партията си на новите парламентарни избори, които са насрочени за 29 декември 2008 г. Според резултатите партията Авами лиг, начело на Великия алианс, която включва също консервативната националистическа партия Джатия, Националсоциалистическата партия, Маоистката работническа партия на Бангладеш и Либерално-демократичната партия, печели огромна победа и сформира правителството на страната. Хасина поема поста на министър-председател на 6 януари 2009 г. След като печели парламентарните избори през 2014 г., тя остава на власт за нов 5-годишен мандат.

## Личен живот
Хасина се омъжва за М. А. Уазед Миах през 1968 г. Той умира на 9 май 2009 г. Тя има един син Саджеб Уазед и една дъщеря Сайма Уазед. Единственият жив близък на Хасина е Шейх Рехана, която също е политик от Бангладешката Авами лиг.